# Lamceu
Lamceu is een bestuurslaag in het regentschap Aceh Besar van de provincie Atjeh, Indonesië. Lamceu telt 968 inwoners (volkstelling 2010).